# Жак Фреско
Жак Фреско (фр. Jacque Fresco; Бенсонхерст, 13. март 1916 — Сибринг, 18. мај 2017) био је архитекта, изумитељ и футуриста. Његова интересовања обухватала су многе научне дисциплине од којих су неколико у филозофији, науци и инжињерингу. Фреско је писао и образовао људе о својим погледима на разне научне теме, од којих су најкарактеристичније: дизајнирање самоодрживих градова, уштеда и производња енергије, расподела природних ресурса, кибернетска технологија, напредна аутоматизација и улога науке у друштву, са акцентом на добробити које се њима могу остварити. Он је са сарадницом Роксен Медоуз (енгл. Roxanne Meadows) оснивач и директор организације Венус пројекат (енгл. The Venus Project), лоциране у Венусу, на Флориди.
Поред предавања, његовој популаризацији су највише допринели документарни филмови као што су Пројектовање будућности, Цајтгајст: Прилог, Цајтгајст: Корак напред, Рај или заборав итд. Ови филмови помогли су да се Фрекоове идеје прошире светом, после чега је уследила масовна „најезда” активиста жељних да реализују идеје Жака Фрескоа и Венус пројекта.

## Детињство и младост

### Детињство
Рођен 13. марта 1916. Жак Фреско је одрастао у малом насељу Бенсонхурст у Њујоршкој општини Бруклин. Своје прве нацрте о будућности Фреско је начинио са 8 година. Његова интересовања су се разликовала од интересовања друге деце и нису се поклапала са темама и градивом којим су га учили у школи Када је одбио да положи положи Заклетву застави послат је код директора школе на разговор. Тада је објаснио директору да сматра да Америка дугује све што поседује другим културама и државама и да због тога жели да положи заклетву Земљи и свим људима на њој. Директор се тада заинтересовао за Фрескоа и обезбедио му приступ књигама, јер је сматрао да његове могућности превазилазе градиво којим га уче у школи. Када је директору показао своје нацрте директор је изразио жељу да Фрескоа представи Бакминстеру Фулеру, с којим је разговарао о промени друштва. Међутим, Фулер, који је у то време био релативно непознат јавности, сматрао је узалудним било какве напоре у погледу мењања друштва, што се огледа у речима које је упутио Фрескоу: „Довољно је тешко само се пробити с новим аутомобилом, а ти покушаваш да промениш друштво”. Касније је Фреско посетио и Ајнштајна. Са њим је највише разговарао о филозофским темама (религија, хармонија у природи, истина итд.).
Током десет година непрекидног рада и учења Фреско је велики део свога времена проводио читајући у библиотеци. У детињству је показивао и таленат за глуму, захваљујући чему је освојио прву награду на „Истакнутом драмском такмичењу”. Радио је на унапређивању својих вештина сликања и скицирања, а добар део свог слободног времена проводио је причајући са својим колегама и научницима о науци и будућности.
Фреско је говорио да је још у времену Велике депресије, у којој је већина људи била гладна и сиромашна, развио забринутост према улози друштва и будућности човечанства.
У излозима је видео робу и фабрике су још увек биле ту, ресурси су остали непромењени, али банке су пропале и људи су гладовали без посла и крова над главом. То је била чињеница која му није била јасна. Приметио је, како је касније говорио, да су правила економске игре погрешна. У том општем хаосу оформиле су се групе које су представљале своје виђење будућности након кризе. Желео да чује мишљења свих група па је одлазио на разне скупове. Тако је отишао на састанак Лиге младих комуниста. На састанку је поставио разна питања председнику на која он није могао да да одговоре. После питања „Како ћете спречити корупцију у Комунизму?” председник је одлучио да избаци Фрескоа напоље. Након тога Фреско је своју пажњу усмерио на Технократију. Чуо је да се они интересују за примењивање научних метода у друштву, али је и одатле отишао разочаран. Разочарало га је то што нису имали нацрте за своје идеје, а сметало му је и то што у организацији није било црнаца. Посећивао је и друге скупове, али нигде није нашао решења за којим је трагао.
Од разних места на која је путовао у детињству, нарочито му се допало на Флориди. Тада се у њему и пробудила љубав према тропским пределима. Средином тридесетих година двадесетог века, Фреско је отпутовао на запад у Лос Анђелес, где је започео своју каријеру дизајнера у многим областима.

### Каријера

#### Ротокрафт, Авио-компанија Даглас, Јужна мора
У Калифорнији Фреско се запослио у авио-компанији Даглас (енгл. Douglas Aircraft Company) након што им је представио многе од својих идеја за алтернативне авио дизајне. Дуго је био заинтересован за дизајнирање летећих тањира, па је покушао да за то заинтересује авио-индустрију у време када се тек почињало са експерименталном конструкцијом авиона. Коначно Фреско је демонстрирао такве дизајне 1938. године После прекида рада у Дагласу крајем 1939, због несугласица о безбедносном пројектовању, Фреско одлази на Хаваје, тачније на Острва јужног мора. Тврдио је да је његова посета тим острвима изузетно помогла обликовању његових схватања о културној релативности и прилагођености човекових вредности на другачију околину. Након повратка у Калифорнију, Фреско је становао на разним локацијама на Хермос плажи и у Лос Анђелесу.

#### Војно ваздухопловство, Wright Field
Фреско је регрутован 1942. године. Убрзо након одласка у војску, Фрескоу су додељене обавезе техничког дизајна за Војно ваздухопловство у Wright Field дизајн лабораторијама у Дејтону, Охајо. Тамо је стварао чак и по 40 нових дизајна дневно. Међу многим дизајнима је и радијално променљиво нагибно крило, које је побољшавало контролу лета дозвољавајући пилоту да подеси дебљину крила током полетања и лета. Војно ваздухопловство га је потом патентирало. Он је имао много напредних идеја за авијацију и због тога је у Авио-индустрији добио репутацију човека који је 20 година испред свог времена (енгл. "a man twenty years ahead of his time")

#### „Тренд кућа”
Средином четрдесетих година двадесетог века, Фреско почиње да ради са Ерлом Мунцом и Мајчелом Шором (енгл. Earl Muntz and Michael Shore) који су га запослили за дизајнирање модерне и јефтине куће. Резултат његовог рада је једна од првих грађевина изграђена само од стакла и алуминијума, знана као Тренд кућа. На 280 m², постојало је 12 варијанти ових објеката. Ова грађевина могла је бити подигнута од стране 10 људи за само 8 сати. Дизајнирана је од лаких, чврстих и дуготрајних материјала да би се смањила цена производње и да би се повећала њена економичност. Добијена цена је била приближно 5.200 долара. Дизајн је први пут представљен у Хотелу Амбасадор у Лос Анђелесу 1947. године. Структура је први пут изложена лета 1948. године на сцени 8 филма Булевар Сумрака Warner Brothers-a. Ова структура је привлачила преко 20.000 посетиоца, а приход је дониран Друштву за превенцију рака. Донација је утрошена на грађење дела нове болнице. Следећих неколико година Тренд кућа је почела да се масовно производи и била је разматрана од стране Америчке владе као могуће решење за војнике који су се враћали из Другог светског рата.

#### 3D технологија
Већ 1949. године Фреско добија нови посао. Џек Мос и Ирвинг Јерџин (енгл. Jack Moss and Irving Yergin) ангажују Фрескоа за развој технологије за гледање тродимензионалних анимација без коришћења специјалних наочара. Технологија коју је развио била је применљива и за кућне телевизоре и за позоришта. Захтевала је ниска новчана улагања и релативно мале промене у односу на постојећу технологију. Она је такође имала примену и у медицини код прегледа ћелија и операција икс-зрацима. Демонстрирана је лета 1949. године у Калифорнији.

#### Научно-истраживачке лабораторије
Током касних 40-их и раних 50-их година двадесетог века Фреско је био директор научно-истраживачких лабораторија на две локације. Прва се налазила близу Елужн парка (енгл. Elysian Park) у Лос Анђелесу и била је под управом Фрескоових сарадника Ели Катрана и Хенрија Гиаретоа. Касније је пресељена у Лос Фелиз, близу Холивуда, где је је Фреско живео, држао предавања и изучавао технички дизајн, а у међувремену истраживао. и радио на изумима као независни проналазач и научни саветник. Фреско тврди да је као независне изуме многе патенте продао својим клијентима, чиме је његово име искључено од многих изума. Током тих година Фрескоов рад су успоравале финансијске тешкоће, што га је приморало да врати сву лабораторијску опрему

#### Научна фантастика, пројекат Месечева база, Голим оком
Током последњих година у Лос Анђелесу, Жак је радио као дизајнер модела за научнофантастичне филмове, као што је телевизијски шоу „Круг око месеца” (енгл. Ring Around the Moon) по коме је касније снимљен филм „Пројекат Месечева база” (енгл. Project Moonbase). Фреско је био запажен због својих висококвалитетних модела и ефеката упркос ниском буџету филмова Б продукције. Његови таленти су препоручени Роџеру Корману за филм „Звер с милион очију” (енгл. The Beast with a Million Eyes). Због тог филма је Пол Блејсдел постао познат по специјалним ефектима, међутим Корман није могао да ангажује Фрескоа због буџета од 23.000 долара. Фреско је такође радио и као технички саветник у филмској индустрији, пре свега за документарац Луа Стоумена „Голим оком”, који је 1956. номинован за Оскара. Фрескоова репутација раних педесетих у Лос Анђелесу коначно му је омогућила појаву као госта на националној телевизијској емисији You Asked For It као човека сутрашњице. Временом Фрескоова лабораторија добија важан задатак, дизајн једног од најпознатијих ауто-путева, Golden State Freeway, тако да Фреско 1955. године напушта Калифорнију.

## Средње доба

### Психолог, вежба терапије
Пратећи свој нагон за тропским пределима Фреско се 1955. сели у Мајами на Флориди, где је кратко време живео на броду. Почео је да вежба приватне сесије терапија. У Мајамију Фреско је држао јавна предавања током касних 50-их и раних 60-их година. двадесетог века. На предавањима, као познат говорник, Фреско је понекад добијао звање „Доктор” због обимног знања из разних области науке. Од малог, приватног Универзитета "Sierra States" у Калифорнији добио је докторат филозофије; међутим, тај Универзитет није био наведен на листи акредитованих Универзитета Америчког министарства здравља, просвете и заштите. Због тога су Фрескоове терапије постале предмет преиспитивања. Упркос томе титула доктора је остала његов надимак, тј. он је остао Доктор Фреско. Он ипак признаје да недостатак формалне академске оријентације често отежава промену мишљења људи у академским круговима.

### Пројекат Американа
Од средњих 50-их и кроз 60-е Фреско је развио оно што он назива Пројекат Американа (енгл. "Project Americana"). То је био десетогодишњи план за Америчку друштвену промену. У његову тадашњу визију улазили су кружни градови као и примена стопроцентне аутоматизације градских система, у којима би машине контролисале друге машине. Таква је била Фрескоова визија размишљајућег града (енгл. "thinking city"). Национални план је такође укључивао и методе за помоћ земљама у рату, тако што ће се код њих градити монтажне фабрике које би производиле монтажне делове за грађевине. Фреско је такође желео да створи много нових културних центара и да промени наставни план и програм у школама. Након успешног појављивања у две епизоде Града Фреда Фишера (енгл. "Town with Fred Fischer"), Фрескоа 1962. године подржава CBS у стварању нових идеја.
Почетком 1960-е године Калифорнијски адвокат, Џералд Барон упознаје Фрескоа са Хубертом Хампрејем, са којим се наставила преписка све до средине ’60-их. Намера је била да се Пројекат Американа препише Хампреју и по њему спроводи. Хампреј би касније постао потпредседник Линдона Џонсона, који је применио нове друштвене програме познатије под именом Велико друштво (енгл. "Great Society").

### Аутомобил од 32 дела
У Мајамију Фреско се ангажовао на представљању кружних градова и на сакупљању средстава за изградњу једног. У том периоду је дизајнирао аутомобил на 3 точка, који је имао само 32 покретна дела, и кога је намеравао да финансира. Фреско је створио мноштво својих изума као индустријски дизајнер за разне компаније, као што су Alcoa и Major Realty Corporation, као и у сопственој компанији - Jacque Fresco Enterprises Inc.

### Поглед у будућност
Године 1969. Кен Кијес (енгл. Ken Keyes) у сарадњи с Фрескоом пише књигу „Поглед у будућност” (енгл. Looking Forward), у којој описује Фрескоове идеје. У првој половини књиге писац се посветио описивању тадашњих проблема људског размишљања и понашања, као и проблеме целог друштва, са акцентом на одраз таквог понашања у будућности. Он је за најбоље описивање будућности узео 3 компоненте: људски систем вредности, начин размишљања и технолошки развој
Друга половина књиге посвећена је погледу на будућност из угла двоје измишљених ликова, Скота и Хеле. У књизи они воде своје пројекте у потпуно кибернетском друштву, у коме је људско задовољство на првом месту, и у коме су напорни рад и својина само речи из прошлости. То је једна од првих публикација теорије о могућој друштвеној примени умрежене централне банке знања (Corcen), са циљем да створи хуману симбиозу између човека и машине. Књига је била изузетно спекулативна, због тога што су Фреско и Кијес разматрали широк спектар техничких и друштвених могућности, од који се за неке говорило да „нису са овога света” (енгл. "out of this world."). Друштво описано у Погледу у будућност је описано као идеалан апел у поређењу са Платоновом републиком, пуном проблема и несугласица. У књизи је већина тих проблема решена функцијом Corcen-а.

### Социокибернетика
Фрескоова идеја за Пројекат Американа наставила је да се развија и постала непрофитна организација под именом Социокибернетика (енгл. Sociocyberneering Inc). Фреско је ову организацију основао 1971. год. То је била научна организација, која је у свом врхунцу бројила 250 људи, од којих су касније многи постали Фрескоови ученици. Фреско је често држао предавања у Мајамију и у својој кући у Корал Гејблсу (енгл. Coral Gables). Теме његових предавања су између осталих биле о друштву, друштвеним променама, науци, технологији, инжињерингу, архитектури, религији, мудрости, семантици, антропологији и образовању. Осим предавања Фреско је радио с члановима на стварању дизајна, филмова и литературе која се односила на циљеве и задатке организације.
Термин Социокибернетика се може дефинисати као „примена најсавременије форме компјутерске технологије у управљању људским пословима”.". Почетни циљ Социокибернетике Inc. је био да примени најсавременије облике науке и технологије у решавању проблема, односно приступ редизајнирању друштва у хуманистичком смислу, са акцентом на налажење практичних решења која се брзо могу применити и решити проблеме са којима се друштво суочава Највећи значај придаван је налажењу алтернативних решења у областима штедње енергије и међународне сарадње у свим областима друштва. Један од важних аспеката њихове идеје био је и обједињавање знања и систематски прилаз при градњи нових градова. Било је такође много осврта на изгледе кибернетске технологије са приговорима да будућност људи и градова не зависи од тога како ће град бити дизајниран. Изучавањем дотадашње историје, психологије и еволуције утврђено је да би већина људи, у једном таквом савременом друштву, било изузетно способни за решавање свих друштвених проблема.
Фреско је дизајнирао кружни град тако да буде пречника од 1,6 km, са радијално размештеним концентричним круговима. Сваки прстен би био посвећен одређеној функцији као што је пољопривреда, рекреација, становање и многе друге. У центру града, у куполи је суперкомпјутер, који би био намењен да функционише као централизовани систем управљања подацима за аутоматизоване процесе у целом граду.
Током 70-их година Фреско је радио на проширењу организације и на промовисању својих идеја. У циљу њиховог остварења Фреско је почео да држи предавања на Универзитетима и да гостује у радио и телевизијским емисијама, као што су Шоу Ларија Кинга (енгл. Larry King Show) и Монтажа Џоа Абрела (енгл. Joe Abrell's Montage). Лари Кинг је неколико пута позивао Фреска у свје радио као и телевизијске емисије, у којима је Фреско разговарао са академицима о предлозима и циљевима Социокибернетике.
Чланови Социокибернетике су на врхунцу своје бројности почели да улажу новац у 40 acres (16 ha) земље у месту Напуљ на Флориди. Желели су да саграде експерименталну заједницу, у којој би живели и радили. Међутим, 1978. године је дошло је до неуспеха јер су се чланови уплашили да ће одбор државе Колиер отежати примену њихове идеје. Инвестирање је прекинуто, а земља је продата. Резултат овога је делимичан распад Социокибернетике. Фреско је продао своју кућу и населио се у руралном Венусу. На пољопривредном земљишту основао је истраживачки центар Социокибернетике 1980. године. Уз помоћ преосталих чланова конструисао је неколико грађевина на основу свог дизајна. Након премештања Социокибернетика је постала мање популарна јер је већина чланова остала у Мајамију. Временом се активност Социокибернетике смањила, а Фреско се посветио дизајнирању и учењу уз Роксен Медоуз (енгл. Roxanne Meadows), која је остала његова сарадница.

## Каснији живот
Фреско је поново покренуо Социокибернетику 1994. године под новим именом - Венус пројекат (енгл. The Venus Project). До тада је направио велики број модела, који би могли да представљају опште нацрте о томе какова би будућност коју он предлаже могла да изгледа и функционише. Они су коришћени у образовним филмовима и као материјал који је слат универзитетима и професорима. Поред образовних материјала, Жак и Роксен су наставили да подржавају пројекат током 90-их кроз слободне изуме (као што су изуми за Pratt & Whitney компанију), индустријски инжињеринг и приказе класичне архитектуре. У то време су неки од Фрескоових дизајна успешно инспирисали неке од компанија у развоју. У једном тренутку Фреско је тврдио да је Венус пројекат у разматрању за развијање планова за изградњу првог експерименталног града у Турској. Слично разматрање јавило се и код Дубаија.
Фреско је објавио своју најпознатију књигу „Најбоље што новац не може да купи” (енгл. "The Best That Money Can't Buy") 2002. године. Четири година касније, Вилијам Газетски (енгл. William Gazecki) режирао је филм „Пројектовање будућности” (енгл. "Future by Design"), у коме је Фреско поређен са највећим представником ренесансе, Леонардом да Винчијем. У овом филму редитељ је приказао Фрескоову биографију, као и његове идеје о будућности. Следећи филм у коме је Жак говорио о својим идејама био је документарни филм Питера Џозефа Цајтгајст: Прилог (енгл. "Zeitgeist Addendum"). Филм је снимљен 2008. године и у њему се Жакове идеје представљају као могуће решење за друштвену и еколошку кризу приказану у филму. Манифест овог филма био је развијање Цајтгајст покрета (енгл. "The Zeitgeist Movement"), који је за свој главни циљ имао ширење идеје Жака Фрескоа и Венус пројекта и који се сматрао активистичким огранком Венус пројекта. Због несугласица са Питером Венус пројекат се априла 2011. године одвојио од Цајтгајст покрета.
Фреско 2010. године покушава да да свој печат синтагми „економија заснована на ресурсима” (енгл. "Resource-Based Economy"), али је одбијен због превише опште дефиниције тог појма. Резултат тога су разне измењене верзије Фрескоове идеје, које разне интернет организације преписују себи.
Током 2010 Жак је са Роксен путовао широм света, услед растућег интересовања за Венус пројекат.
Новембра 2011. године Фреско се обратио протестантима из покрета Окупирајмо Волстрит (енгл. "Occupy Wall Street") у Мајамију.
Покрет Реалиста (енгл. Raelian Movement) је 2008. године Фрескоу доделио награду Почасног водича (енгл. Honorary Guide) за посвећивање „Целог његовог живота побољшању човечанства у целини”. Потом је 2010-е године објављено да је Фреско изабран да прими Награду за животно дело Ексамплар зироу иницијативе (енгл. Exemplar-Zero Initiative) у лето 2011. године.
Фреско је са Роксен у септембру 2012. године посетио Бању Луку. Тамо је 2. септембра одржао предавање. Из Босне је отишао у Русију у Санкт Петербург где је такође представио идеје Венус пројекта.
Тренутно Фреско држи предавања у истраживачком центру Венус пројекта, у Венусу, на Флориди, где редовно, сваке недеље, долазе посетиоци који желе да се детаљније информишу о циљевима и предлозима Венус пројекта.
Седамнаестог јула 2016. год на Новус самиту Уједињених нација Фреско добија награду за градски дизајн и допринос заједници.

### Пројекат Винус
Пројекат Винус је организација која чини врхунац Фрескоовог животног рада. То је организација која представља своју визију будућности у којој не би било корупције, рата, криминала, сиромаштва и отпада. Пројекат је основан 1975. а садашњи назив је добио 1994. године. Лоциран је у централној Флориди близу западног језера Окичоби, око 80 километара североисточно од Форт Мајерса. На плацу површине 21,5 acres (8,7 ha) налази се 10 зграда по Фрескоовом дизајну, које приказују део архитектонских достигнућа које Пројекат Винус предлаже. То је делом истраживачки центар за представнике пројекта, Фрескоа и Роксен, а делом и образовни центар за присталице пројекта. У центру се производе снимци и литература у којој се описује и објашњава визија будућности и кораци до њеног остварења. Битан корак у остварењу Фрескоових идеја је снимање филма који би приказивао будући свет који пројекат промовише. Наредни корак је изградња првог експерименталног кружног града, са циљем да тестира Фрескоове хипотезе. Крајњи циљ Венус пројекта је да унапреди друштво, крећући се према глобалном, одрживом технолошком дизајну. Најважнији аспект овог циља је успостављање економије засноване на ресурсима. У многим текстовима везаним за Пројекат Винус често се срећу речи TVP и RBE, које представљају скраћенице енглеских речи The Venus Project и Resource-Based Economy.

## Лични живот и породица
Фрескоови родитељи су били имигранти из Европе, Исак и Лена Фреско. Фрескоов отац је рођен 1880. године и око 1905. емигрирао је из Истанбула у Њујорк (енгл. New York City), где је радио као пољопривредник. Умро је 1963. године. Фрескоова мајка рођена је 1887. године у Јерусалиму и такође је имигрирала у Њујорк око 1904. године. Умрла је 1988. године. Фреско је имао брата Дејвида и сестру Фреду. Брат му је рођен 1909. године и био је цртач, затим војник у Другом светском рату, а потом позоришни глумац и глумац у Холивуду. Након прекида рада у Холивуду, његова каријера доживљава препород 60-их година када почиње да се појављује у многим филмовима и телевизијским емисијама. Умро је 1997. године.
Фреско се два пута женио, док је живео у Лос Анђелесу, а период другог брака је првих неколико година провео у Мајамију. Развео се од друге жене 1957. године и више се није женио. Друга жена, Патриша родила је сина, Ричарда 1953. године, и ћерку, Бамби 1956. године. Ричард је био војник и умро је 1976. Бамби је умрла од рака 2010. године.
Од 1975. године Фреско са својом сарадницом Роксен Медоуз живи у истраживачком центру Венус пројекта.

## Визија
Концепти који преовлађују у Фрескоовим идејама укључују: социокибернетику (примену науке и технологије, нарочито кибернетске, за људске потребе); биосоцијални притисак (проузрокован интеракцијом између самоодрживости и расположивих ресурса); функционалну етику (поглед у коме су морални преступи немогући без помоћи технолошких инфраструктура); развојно друштво (друштво константно везано међусобно природним законима, уместо вештачким ограничењима од стране људи); „след догађаја” (енгл. the march of events) - Процес у коме друштвене, технолошке и економске силе покрећу неопходан ток промена као скуп свих утицаја природних закона, на пример, еволуционарни закони природне селекције или закон понуде и потражње; Интелектроника (енгл. intellectronics) - Фрескоов термин коришћен пре него што су пронађени принципи Вештачке интелигенције; самоподизне грађевине (енгл. self-erecting structures) - Зграде или објекти који граде сами себе; градови који мисле; и економија заснована на ресурсима.

### Економија заснована на ресурсима
Најважније место у Фрескоовим визијама заузима концепт „економије засноване на ресурсима”. То је метод управљања ресурса у коме се механизам цене не јавља као посредник између понуде и потражње. Ни људски рад више не доприноси екстрактивно-производно-дистрибуционом процесу, нити се користи у услужним делатностима. Уместо механизма цене, економија заснована на ресурсима користи кибернетску технологију, која замењује људски рад у свим областима привредних и ванпривредних делатности. Фреско тврди да је теоретски, могуће заменити људски рад у било којој делатности аутоматизованим системима. Уколико се овај систем постигне и организује у инфраструктури повезаној кибернетским системима, ресурси би се могли пратити у процесу екстракције, производње и дистрибуције, све док се ти процеси одвијају у затвореном систему, какав је Земља. Он сматра да би овај напредак технологије, уколико буде вођен независно од профита, резултовати већом доступношћу ресурса већем броју људи, стварајући обиље производа и материјала. Тврди да су производне могућности модерне технологије на толико развијеном нивоу да се роба може производити у толиким количинама да ценовни механизам више не би био неопходан за вредновање ресурса. Сматра да ће људи временом наставити са технолошким развојем, и да ће уз правилну употребу кибернетике прећи границу онога што данас називамо изобиљем. Тако би се могла елиминисати потреба за новцем. Фреско мисли да је постизање обиља утолико изводљивије, обзиром на садашње и будуће могућности нанотехнологије. Међутим, остварење економије засноване на ресурсима зависи од глобалног надзора планетарних ресурса, да би се могла успоставити хијерархија ресурсних могућности и да би се на основу тих података човечанство развијало. У суштини, комплетан развој човечанства би зависио од расположивих ресурса. Фреско сматра да већ имамо довољно енергије и ресурса, и да би они могли да задовоље практично све потребе људи. Он мисли да ће, уколико би се ресурси превели у средства којим би људске потребе биле задовољене, друштво проћи кроз парадигматску промену у свим областима. Новонастало обиље и испуњење људских потреба би, по њему, смањило тенденцију према корупцији, криминалу, похлепи и рату. То би убрзо довело до нестанка затвора, полиције, закона и политике. У таквом систему, тежња ка добром животу индивидуе више неће повређивати друге људе, околину или њих саме, јер неизвесност опстанка, створена сиромаштвом више не би утицала на људе, а профит више не би представљао мотив. Систем вредности људи би се променио и било би им задовољство да чувају и унапређују систем који се заиста стара о њима.

### Градови будућности
Интелигентно управљање Земаљских ресурса за које се Фреско залаже укључује нове енергетско ефикасније градове. У дизајнима Фреско је тежио што већој економичности и практичности, што се види из његових нацрта. При дизајну градова, Фреско је прорачунао да је најисплатљивије и најпрактичније стварати градове кружног облика. Закључио је да је најисплативије градити градове као целину. Унутрашњост градова би концентричним круговима била подељена на појасеве. Тако би у центру града била централна купола, у којој би се налазио главни компјутер, школе, приступни центри и здравствени центри. Испод централне куполе налазили би се Маглев возови, који би служили за међуградски транспорт. Транспорт унутар града би се обављао једношинским железницама и тзв. трансвејерима који би вршили транспорт вертикално, радијално и линијски. Овакав транспорт свео би коришћење аутомобила на минимум. У следећем појасу су истраживачки, научни, музички, уметнички и забавни центри. Након њега следи стамбени појас у коме су различите варијанте кућа. Свака кућа је од следеће одвојена језерима и дрвећем, тако да се из једне куће не може видети друга. Бујна флора у граду је ту да би показала да је могућ спој природе и технологије. Након тога би следио пољопривредни појас. По ободу би се налазио рекреациони појас, који садржи паркове и терене за разне спортове. Испод града налазила би се мрежа канала за довод воде, струје и топлотне енергије, и одвод смећа и отпада који се касније рециклира. При изградњи града све зграде би се градиле аутоматски, од централне куполе до рекреационог појаса. Градови би у зависности од локације користити енергију ветра, соларну енергију, енергију таласа и морских струја и геотермалну енергију.

#### Градови на мору
При дизајнирању градова будућности Фреско је отишао толико далеко да дизајни обухватају и градове који се налазе на површини мора. Сваки од градова имао би посебну функцију. Неке од функција би биле: узгајање морског живота, обнова природних морских станишта и експлоатација ресурса мора и океана. Многи од тих градова били би универзитетски градови, у којима би се изучавале теме попут океанографије. Неки од градова били би плутајуће болнице, које се у случају наглог пораста болести у неком региону лако могу транспортовати. Неки од градова имали подводне опсерваторије које би служиле за посматрање и проучавање морског живота у природним стаништима. Ови градови би користили енергију ветра, соларну енергију и енергију таласа и морских струја. Изградња градова на мору је, како Фреско тврди, могућа већ данас.

### Развојна култура
Фреско је културу будућности у економији заснованој на ресурсима назвао развојна култура. Најважније карактеристике овакве културе биле би: промене у васпитању и поступању са децом које би довеле до новог система вредности; живот у складу са законима природе, а не са законима које је створио човек; одлучивање у складу са потврђеним знањима, истраживањима и расположивим ресурсима; језик прецизнијег значења који би олакшао комуникацију; константан развој и унапређивање целог друштва, у коме неће бити ничег фиксираног и непроменљивог.

#### Васпитање и образовање
Фреско сматра да људско понашање и систем вредности потпуно зависе од околине у којој је рођен и од спољних фактора који на њега утичу. Он често наглашава да човек не може ни да размишља о нечему чему није био изложен и да појмови нормалан, добар, лош, исправно и погрешно имају различита значења за људе који су излагани различитим спољним факторима. Због таквог схватања, Фреско каже да не постоје добри или лоши људи и да су сви идеално прилагођени околини која их окружује. Верује да је и креативност продукт околине и да у друштву које подстиче креативност свако може бити креативан, али да данашње друштво има супротне циљеве. Детињство је важан период стварања личности, због тога ће родитељи, у будућности за какву се Жак залаже, бити информисани о факторима који утичу на људско понашање, систем вредности и мотивацију. По Фрескоу, деца су радознала и уче врло брзо и лако, али родитељи временом убијају знатижељу у њима, тако што не дају одговоре на питања која деца постављају и не подстичу радозналост. Фреско сматра да ће друштво будућности мотивисати децу да уче, деле идеје, унапређују се и доприносе свету. Деца у школама неће добијати оцене, зато што оцена ствара љубомору и у великој мери спречава децу у дељењу идеја. Многе активности захтеваће тимски рад, што ће учити децу да сарађују, а не да се надмећу. Настава ће бити практична тако да деца могу да виде примену онога што уче, а одвијаће се у околини која одговара теми. Тако ће нпр. они заинтересовани за океанографију вероватно живети у универзитетским градовима на мору, који имају подводне тунеле за посматрање тако да се морски живот посматра у природном стању. Фреско верује да ће у друштву таквог система вредности основни циљ сваког појединца бити допринос свету. Деца ће такође бити васпитавана тако да насилно решавање проблема сматрају неприхватљивим. Поремећаји личности који проузрокују насилно понашање биће уочени још у детињству, тако да ће се таквој деци пружити помоћ на време. Фреско сматра да затвор не може да промени особу у позитивном смислу, због тога ће особе које ипак почине неки злочин бити лечене.

#### Одлуке у развојној култури
Једно од најчешћих питања која се постављају Фрескоу је „Ко ће доносити одлуке у будућности?” Фреско на то питање увек одговара одговором „Нико неће доносити одлуке, до одлука ће се долазити.” То би значило да се одлуке не би заснивале на личним ставовима, већ на научним чињеницама. Тако би се нпр. при одлучивању о изградњи бране у обзир узимати сви фактори (брзина протока реке, расположиви ресурси, кретање рибе, позитивни и негативни утицаји на животну средину итд). На основу истраживања тих фактора дошло би се до одлуке о томе од ког материјала је најбоље направити брану, које висине, колико ће дуго бити ту (због могућих негативних утицаја не екосистеме) исл. Негативни и позитивни ефекти најпажљивије ће бити изучавани при променама у медицини и исхрани, а истраживања ће бити вршена у лабораторијама. Уколико су више идеја подједнако ефикасне, примениће се све. Иако се овакве методе анализе користе и данас, Фреско сматра да је данас профит увек испред добробити човека.
До многих одлука долазиће компјутери. Они ће нпр. пратити потражњу и у складу са њом ће контролисати производњу и дистрибуцију одређеног производа. Машине ће такође вршити анализу ваздуха и аутоматски га пречишћавати у случају загађења. Фреско стално наглашава да машине неће надгледати нити контролисати људе. Он сматра да се данашње одлуке заснивају на мишљењу политичара који су, како каже, у основи глупи људи који не знају ништа о свету који их окружује.

#### Језик истоветног значења
Фреско верује да данас препреку у разумевању и разговору представља и данашњи језик. Свака реч коју чујемо наш мозак региструје и ми је тумачимо на основу пређашњих искустава. То значи да две особе које су живеле у различитим условима могу да различито тумаче исту реч. Због тога особе различитих система вредности имају проблема у комуникацији и разумевању.
Као други проблем данашњег језика Фреско наводи аутоматизоване изразе који немају основе у стварном свету. Због тога сматра да је језик којим се данас говори изузетно сиромашан информацијама.
Фреско верује да ће људи у будућности развити језик који ће остављати мање простора за слободна тумачења и у коме ће свака реч имати основе у физичком свету. Такав језик би, како он каже, олакшао разговор и дељење идеја.

### Утицаји на Фрескоову визију
Фреско наводи неколико теоретичара и аутора који су допринели његовој визији. Неки од њих су: Жак Лиоб (енгл. Jacques Loeb), који је установио Механичко поимање живота; Едвард Белами (енгл. Edward Bellamy), који је написао за Фрескоа изузетно утицајну књигу „Поглед уназад” (енгл. Looking Backward); Торстен Веблен, који је утицао на покрет Технократију; Алфред Корзибски (енгл. Alfred Korzybski), који је започео Општу семантику; Херберт Џорџ Велс и многи други. Фреско је често говорио „Био сам у могућности да постигнем оно што сам постигао само зато што сам стајао на раменима дивова”.
Фрескоова визија настала је као производ знања из многих области. Многи концепти нису били категоризовани и класификовани од стране академика. Ипак, већина његових идеја пореди се са идејама научника из 19. века. Дела као што су „Рај са богатством свих људи без посла уз помоћ природе и науке”, „Миграција у тропске земље за све класе људи свих нација” и „Нови свет или Механички систем”, написао је Џон Адолфус почетком 19. века, и он се сматра претходником Фрескоове идеје. Такође се Ебензиер Хауард, са књигом „Вртни градови сутрашњице” и покрет Вртни град почетком 19. века сматрају другим узроком Фрескоове идеје. Фрескоова визија искључује механизме модерне економије, а његово схватање економије се пореди са концептом „Предаторске фазе људског развоја” Торстен Веблена. Остали аспекти Фрескоове визије објашњени су "tabula rasa” приступом.
Систем вредности и природне силе се често наглашавају у Фрескоовој визији. Џек Катран (енгл. Jack Catran) у кратким цртама описује значај тих фактора:
По Фреску, данашњи научници су умешани у сукоб два система вредности: 1. установљен свет научног метода; 2. ненаучна култура (и језик) која га окружује на све стране, али у чијем се телу налази ембрион будућности. Тешко је, каже Фреско, да лаик прихвати науку због ограничења која су му постављена од стране околине. Ове силе, својствене садашњој култури, константно делују на њега, силе које су по самој природи свеобухватне и несвакидашње, и које увек теже ка вишој техничкој и друштвеној средини.
Приметан је Фрескоов органски дизајн градова и еволуција њиховог развоја (радије него револуција) коју он очекује. Однос између функције градских установа и људи се може поредити са односом органа у телу. Такви градови би настајали као одговор на идеју Валтера Б. Канона (енгл. Walter B. Cannon) о достизању хомеостазе друштва.

## Реакције јавности
Целог живота Фреско је означаван као „сањар”, „ексцентрик”, „утописта”, „идеалиста”, „лудак”, „шарлатан” али истовремено геније, пророк и визионар. Неки сматрају да је његова визија непрактична, идеализована и да се граничи са научном фантастиком. Понекад се за књиге 1984 и Врли нови свет прича да су повезане са његовом визијом. Овакви ставови се настављају и данас на разним интернет локацијама. Неки га чак означавају као култног вођу Цајтгајст покрета због статуса у филовима. Оптужује се и за сарадњу са завереницима Новог светског поретка. Фреско одбацује све такве оптужбе.

### Облик владавине, људска природа, наука, грешка у прорачунима
Фрескоова хипотеза економије засноване на ресурсима се понекад изједначава са марксизмом, социјализмом, комунизмом или фашизмом. Фреско је реаговао на ова поређења изјављујући: „Циљеви Венус пројекта немају паралелу у историји, нити са комунизмом, социјализмом, фашизмом нити са било којим другим политичким идеологијама. Ово је истина због тога што је кибернетика новијег датума. Уз овај системом, финансијски утицај више неће постојати.”
Један писац наводи: „Такође је истина да је његов систем владавине, у којем је ауторитет дат експертима у свакој области, у овом случају специјално програмираним компјутерима, тај о коме пишу многи писци, укључујући и добитника Нобелове награде Фридриха Хајека, као о катастрофи.”
Други писац након гледања и разматрања једног од Фрескоових филмова пише:
Што сам више слушао о Фрескоовим специфичностима и расплинутим не-специфичностима, све ми се више чинило да се суочавам са боголиком охолошћу, у пратњи наивне борбе, стандардног научно-фантастичног сањара, лицем у лице против људске природе. Док сам записивао последње речи у својим белешкама Фреско је рекао гледаоцима (то ми је изазвало грозницу, зато што је изгледало као да се обраћа директно мојим белешкама) да људска природа није синоним за људско понашање; ово друго се може променити. Иако су Фрескоови футуристички сценарији, по мом скромном мишљењу пуни проблема, не долази сваки дан неко довољно амбициозан да понуди нацрт за реконструисање света.
Остали критици су подразумевали научни приступ Фрескоовим идејама, због изражајног акцента на саму науку, са циљем да се превазиђу препреке човечанства.
„Његова визија је изузетно практична, и иако ово представља елемент иновације и добродошлице, у односу на претходне утопијске пројекте, концентрисаност на саму науку сврстава га као свеобухватног човека. Проблеми који нас данас муче захтевају целовит приступ различитих дисциплина, уметности, науке и филозофије радећи на режиму ’конвергенције’. Нажалост, Фрескоова визија изгледа да консолидује давно установљени став да су ’две културе’ (уметност и наука) противречне.”
Надгледање ресурса се такође наводи као проблем економије засноване на ресурсима. Тврђено је да је у економији заснованој на ресурсима немогуће израчунати доступност ресурса, јер се не користи ценовни механизам. Фреско је реаговао изјавом: „Можемо подићи ниво производње толико високо, тако да би било сувишно стављати цену стварима.”

### Питање утопије
Истражујући да ли је Фрескоова визија утопија Виктор Вакштајн (енгл. Viktor Vakhshtayn) тврди да је Фреско спроводио перспективу која заобилази перспективе утописта 20. века. Он је целу Фрескоову визију описао следећим речима: „Говори нам о дубокој прошлости будућности.” Такође је рекао: „Заправо цела историја 20. века је историја смрти утопије. То је оно што је Жаку Фрескоу дало такву моћ. Он је скочио из 19. у 21. век прескачући при томе 20. век. Само један корак дели Жила Верна и Жака Фрескоа, корак који је веома моћан. То ме изнова и изнова задивљује.”
Као одговор на поређење своје идеје са утопијом Фреско је изјавио „Не верујемо у погрешну замисао утопијског друштва. Тако нешто не постоји. Друштва су увек у стању транзиције. Ми предлажемо алтернативни правац, који се обраћа узроцима многих наших проблема. Крајње границе људског и технолошког развоја не постоје.”
Са ширим схватањем утопизма од Фрескоа, Вакштајн након своје почетне процене наводи да изгледа да Фреско има 4 или 5 карактеристика утописта 20. века. То су веровање у рационалност науке, веровање у технолошке процесе, да технологија треба да побољша животе људи и да се градови надгледају из центра. Једина карактеристика која је преостала да би се затворило питање утопизма била је „Крајња граница”, и то је управо елемент који Фреско толико наглашава. Вакштајн затвара ово питање изјавом: „Када кажемо утопија, не мислимо да се не може применити. Толико утопија је примењено у двадесетом веку. И оне су дискредитоване због пуштања у живот.” Вакштајн даље оптужује Фрескоа за неодговарање на „Еписемолошко” питање, односно како ће неко знати да ће се след догађаја одиграти како он очекује.
Фреско се обратио овим изјавама доношењем апела:
„Имамо технологију за изградњу глобалног раја на Земљи, и у исто време имамо моћ да завршимо живот какав знамо. Ја сам футуриста. Не могу предвидети тачну будућност, већ само оно што можемо достићи уколико користимо Земљу и њене ресурсе интелигентно. Уколико цивилизација настави садашњим путем, једноставно ће понављати исте грешке из почетка”.
Усмеравајући пажњу на оптужбе утопизма, писац са Копенхагенског Института за будућа истраживања (енгл. Copenhagen Institute for Futures Studies), каже:
„За већину људи обећање пројекта звучи као недостижна утопија, али ако је преиспитате мало ближе, видећете изненађујуће велики број научно потврђених аргумената који отварају читав нови свет могућности.” А други писац истог института истиче:
Можда је модерно тумачење речи „утопија” криво за ситуацију у којој, ренесансни човек и футуриста Жак Фреско каже да не жели да назива своје животно дело, Венус пројекат, утопијом. Међутим, визионарска идеја будућег друштва има много заједничких карактеристика са утопијом. Реч утопија има двоструко значење, грчког је порекла и може значити добро место и место кога нема, непостојеће место. Добро место је управо то чему је Фреско посветио свој живот и за шта се бори.
Други писац сугерише: Венус пројекат није статичка утопија, већ динамичка: она захтева доприноси процес вођен од стране променљивог мишљења да ће људска интелигенција и технологија омогућити бољи живот.

### Жак као инспирација и утицај на друге
Ханс Улрих Обрист записао је „Фрескоова будућност може наравно, изгледати застарело и његове белешке су биле предмет критике због својих фантастичних нијанси и сличности, али његови доприноси су урезани у народној психи и његови еко-пријатељски концепти настављају да утичу на данашњу генерацију напредних архитеката, урбаниста и дизајнера”.
На питање новинара, зашто има толико тешкоћа у реализовању својих идеја, Фреско је одговорио „Зато што не могу да допрем до никога. Немам акредитиве”. Без обзира на то позитивни ставови према Фрескоу учинили су га познатим као „генија, пророка и визионара”. Велике похвале појављују се међу многим футуристима, нарочито у Друштву света будућности (енгл. World Future Society), које га је сматрало визионарним инжињером при разматрању његовог рада у „Футуристи”, коментаришући:
„Да ли је будућност коју он предвиђа, само замишљена или је чак и могућа, ствар је расправе, али он је успео у подизању нивоа размишљања на вишем нивоу од оног на ког смо ми навикли.”
Фрескоов рад поређен је с радом Паола Солериа (енгл. Paolo Soleri) и нарочито с радом Бакминстера Фулера. који је све своје визије настојао да реализује упркос изузетно малим шансама за успех Фреско је такође поређен са Томасом Едисоном, и Леонардом да Винчијем као и са Николом Теслом. Обим елабората Фрескоових дизајна заинтересовао је, у почетку Фореста Акермена (енгл. Forest Ackerman), касније, Дуга Дрекслера (енгл. Doug Drexler) и Артура Кларка (енгл. Arthur C. Clarke), који је у каснијем животу, покушао да помогне Фрескоу у излагању Венус пројекта. Синергијски теоретичар Норман Артур Коултер (енгл. Norman Arthur Coulter) ценио је Фрескоову визију, због његове жеље да је оствари, како он каже: „не за профит, већ да би се задовољиле потребе људских бића”. Аутор Харолд Кобер (енгл. Harold Cober) коментарише: „Једном када видиш човекове идеје и зграде, не можеш да их се одрекнеш.” Брус Ејснер (енгл. Bruce Eisner) спомиње да Венус пројекат дели сличне циљеве са његовим Пројектом Острво светилиште (енгл. Island Sanctuary Project). Коментаришући, како он види Фрескоа инспиративног и са харизматичним методама предавања, Пол Хевит (енгл. Paul G. Hewitt), наводи Фрескоа као један од три главна извора инспирације, која су га окренула према каријери научника.
Психолог и научник, Џек Катран (енгл. Jack Catran), је записао:
Разматрање невероватно реалног погледа будућности Жака Фрескоа... Постоји много футуриста, „генија” и самозваних пророка међу нама, који се након детаљног прегледа испоставе разочаравајуће комерцијалним. Највише процена о будућности створено је фиксираним и уским тачкама гледишта. Сви смо ми производи данашње просечно-узгајане културе, али уколико се ико може назвати генијем у нашем друштву монетарног система, онда је то Жак Фреско, који би требало да буде издвојен као најшира, најсвеснија индивидуа нашег времена.
Социолог и футуриста, Артур Шостак (енгл. Arthur B. Shostak), на Драксел Универзитету (енгл. Drexel University) је често употребљавао Фрескоове идеје у својим предавањима и списима, изјављујући:
„Његов допринос будућности је јединствен. Када он пише или говори, остали футуристи се умирују, размишљају и на крају захваљују - јер његов рад је звук који у себи носи позив за детаљним испитивањем претпоставки под којима радимо. Док се само мали део његових визија може остварити у нашим животима, наши унуци ипак могу да се диве многим стварима које је Жак први предложио.”

### Филмови о Фрескоу и његовим идејама
Након представљања Жакових идеја у документарним филмовима Цајтгајст: Прилог и Пројектовање будућности Фрескоова популарност је порасла, што се огледа и у већем броју филмова који се баве његовом визијом будућности.
Дана 15. јануара 2011 у биоскопима се појавио нови филм Питера Џозефа, Цајтгајст: Корак напред, који је придао још већи значај Фрескоу и његовим идејама. У филму су детаљније објашњена могућа решења за данашње проблеме.
Фреско је једна од централних личности и у тринаесточасовном документарном филму Моја стварност (енгл. "The Reality of me"), у коме се до детаља описује садашње стање у свету. Ради прегледности филм је подељен на више мањих делова у којима се анализира образовање, утицај околине на човека, језик, монетарни систем итд. Фреско је једна од централних личности у већини ових делова, али се ипак највише истиче у делу о будућности и економији заснованој на ресурсима.
О свету какав би желео да види Жак је такође говорио у документарном филму Рај или заборав. Сценарио овог филма написао је Фреско, а продуцент је његова дугогодишња сарадница Роксен Медоуз. Филм је 30. марта 2012. био доступан на интернету.
Убрзо после тога још 2 филма су приказала Жакову визију као решење. Први филм, Owned & Operated, је 15. априла 2012. био доступан на интернету, а 29. јуна исте године премијерно је приказан други филм, „Будућност моја љубав” (енгл. "Future my Love") у режији Маје Борг Фреско се, такође, појавио у филму Фреквенција генија (енгл. "Frequency of Genius") који је премијерно приказан 2010. године.
Фрескоова сарадница, Роксен Медоуз, са Џоелом Холтом током 2014. године ради на четвороделном документарном филму "Избор је наш" (енгл. "The Choice Is Ours"), који указује на глобалне проблеме и промовише Фрескоове идеје. Прва два дела документарног филма била су доступна на интернету 2. марта 2015. године, а друга два 23. јануара 2016.

## Цитати
- Сами смо створили већину проблема са којима се данас суочавамо.[152]
- Будућност света је наша одговорност и зависи од одлука које данас доносимо. Сами смо свој спас или своја пропаст.[152]
- Свака акција или одлука коју донесемо, или не, утиче на будућност. По први пут имамо могућност, технологију и знање да контролишемо те утицаје.[152]
- Наш основни проблем је недостатак разумевања о томе шта значи бити човек и о томе да нисмо одвојени од природе.[152]
- За сто година историчари ће можда видети нашу цивилизацију као прелаз од мрачног доба незнања, сујеверја и друштвене неефикасности, на исти начин на који ми видимо свет прошлих неколико векова.[152]
- Или ћемо научити да живимо у потпуној сарадњи или ћемо проузроковати сопствено изумирање.[152]
- Шта би се догодило када бисмо ступили у контакт са ванземаљском цивилизацијом када имамо толико проблема у успостављању контакта између људи.[152]
- Доста говоримо о глобалном развоју и глобалној сарадњи. Али „глобално” у свим случајевима рефлектује интересе једне нације, а не свих људи.[152]
- Ма колико нам то било тешко да прихватимо, једини смисао који живот има је онај који му ми људи дамо.[152]
- Ако не знамо где се налазимо, како ћемо знати где смо се запутили?[152]
- Ниједан одговор не одговара свим временима, свим људима и свим проблемима.[152]
- Рат представља највећи неуспех нација у превазилажењу међусобних разлика. Чак и када нације желе мир, најчешће им недостаје знање да би дошле до мирних решења.[152]
- Морамо престати с непрестаном борбом за људска права и правду у неправедном систему, и почети да градимо друштво у коме су људска права саставни део дизајна.[152]
- Једино што нам недостаје, да бисмо решили проблеме, је креативно размишљање и интелигенција у нама и нашим изабраним вођама. Највреднији неискоришћен ресурс данас је људска генијалност.[152]
- Имамо ли капацитета, воље и интелигенције да промислимо и применимо промене за добробит свих или ћемо чекати да неки катастрофални догађај одреди ток будућности?[152]
- Није интелигенција та од које се морамо плашити, већ незнање.[152]
- Већина данас прихватљивог понашања би била друштвено увредљива у здравијем или логичнијем друштвеном уређењу.[152]
- У друштву усмереном ка оскудици великодушност је реткост.[152]
- Тешко је смислити решења која би служила свима у монетарном систему.[152]
- Време ја да признамо да иако постоји тло вишег морала, нико од нас тренутно не стоји на њему.[152]
- Што су наша деца интелигентнија, то ће наши животи бити бољи и наша култура богатија.[152]
- Морамо се упитати у каквом свету желимо да живимо?[152]
- Можемо да на Земљи створимо рај или заборав, и уништимо се. Само будућност ће показати, односно оно што ви учините за будућност.[153]
- Не постоје проблеми црнаца, Пољака, Јевреја, Грка, или жена, постоје само проблеми људи![154]
- Ми смо идеалан одраз културе у којој живимо.[155]

## Дела

### Књиге
- „Поглед у будућност” (PDF). Архивирано из оригинала 30. 07. 2013. г., писана у сарадњи са Кајлс Кеном .South Brunswick, New Jersey: A.S. Barnes. (1969).
- Introduction to Sociocyberneering. Lidiraven Books. 1977.
- Градови у транзицији. Sociocyberneering, Inc.(1978)
- Одреднице понашања Sociocyberneering, Inc.(1978)
- Структурни системи и системи структуре. Sociocyberneering, Inc.(1979)
- Венус Пројекат: редизајнирање културе Venus, Fla.: Global Cyber-Visions. (1995).
- Најбоље што новац не може да купи: Изнад политике, сиромаштва и рата. Venus, Fla.: Global Cyber-Visions. (2002)
- Пројектовање будућности. Venus, Fla.: The Venus Project, Inc. (2007).

### Филмови
- Венус пројекат: Преобликовање културе (1994)
- Добродошли у Будућност (2001)
- Градови на мору (2002)
- Самоподизне грађевине (2002)
- Пројектовање будућности (2006)
- Рај или заборав (2012)